# Добровольський Микола Олександрович
Микола Олександрович Добровольський (нар. 13 травня 1927 — 19 лютого 2014, місто Полтава) — український радянський діяч, секретар Полтавського обласного комітету КПУ, ректор Полтавського сільськогосподарського інституту. Депутат Полтавської обласної ради депутатів трудящих трьох скликань. Кандидат економічних наук, доцент.

## Біографія
У 1951 році закінчив Харківський зоотехнічний інститут, у 1954 році — аспірантуру при кафедрі економіки і організації сільського господарства підприємств. Працював асистентом, старшим викладачем цієї кафедри.
Член КПРС.
З 1956 по 1962 рік — проректор Харківського зоотехнічного (зооветеринарного) інституту.
У 1962 — травні 1963 року — ректор Полтавського сільськогосподарського інституту.
9 травня 1963 — 14 грудня 1964 року — секретар Полтавського сільського обласного комітету КПУ.
14 грудня 1964 — 28 грудня 1967 року — секретар Полтавського обласного комітету КПУ з промисловості.
У січні 1968 — 1988 року — ректор Полтавського сільськогосподарського інституту.
Потім — на пенсії в місті Полтаві. На 1998 рік — секретар Полтавського обласного комітету Комуністичної партії України.

## Нагороди
- орден Трудового Червоного Прапора (22.03.1966)
- ордени
- медалі